# Campeonato Goiano de Futebol de 1968
O Campeonato Goiano de Futebol de 1968 foi a 25º edição da divisão principal do campeonato estadual de Goiás. É realizada e organizada pela Federação Goiana de Desportos e disputada por 10 clubes entre os dias 9 de junho e 1 de dezembro de 1968.
Esta edição contou com times de Goiânia, Anápolis, Itumbiara, Inhumas e Catalão.
O título foi definido na última rodada. O Goiânia garantiu seu décimo terceiro título goiano, ao empatar com o Goiás, no Estádio Olímpico, por 0–0.

## Regulamento
O Campeonato Goiano de 1968 foi disputada por dez clubes em dois turnos. Em cada turno, todos os times jogaram entre si uma única vez. Os jogos do segundo turno foram realizados em ordem aleatória do primeiro, com o mando de campo invertido. Não há campeões por turnos, sendo declarado campeão goiano o time que obtiver o maior número de pontos após as 33 rodadas. Ao final da competição, o último colocado é rebaixado para a Segunda Divisão do ano seguinte.

## Participantes
| Equipe    | Cidade    | Em 1967 | Estádio (mando)      | Participação | Títulos             |
| --------- | --------- | ------- | -------------------- | ------------ | ------------------- |
| Anapolina | Anápolis  | 8º      | Jonas Duarte         | 11ª          | 0 (não possui)      |
| Anápolis  | Anápolis  | 5º      | Jonas Duarte         | 10ª          | 1 (em 1965)         |
| Atlético  | Goiânia   | 2º      | Antonio Accioly      | 25ª          | 6 (último em 1964)  |
| CRAC      | Catalão   | 1º      | Genervino da Fonseca | 3ª           | 1 (em 1967)         |
| Goiânia   | Goiânia   | 7º      | Olímpico             | 25ª          | 12 (último em 1960) |
| Goiás     | Goiânia   | 4º      | Olímpico             | 25ª          | 1 (em 1966)         |
| Inhumas   | Inhumas   | 9º      | Zico Brandão         | 9ª           | 0 (não possui)      |
| Ipiranga  | Anápolis  | 6º      | Jonas Duarte         | 8ª           | 0 (não possui)      |
| Nacional  | Itumbiara | 1º (2D) | Paranaíba            | 1ª           | 0 (não possui)      |
| Vila Nova | Goiânia   | 3º      | Olímpico             | 21ª          | 3 (último em 1963)  |

## Estádios

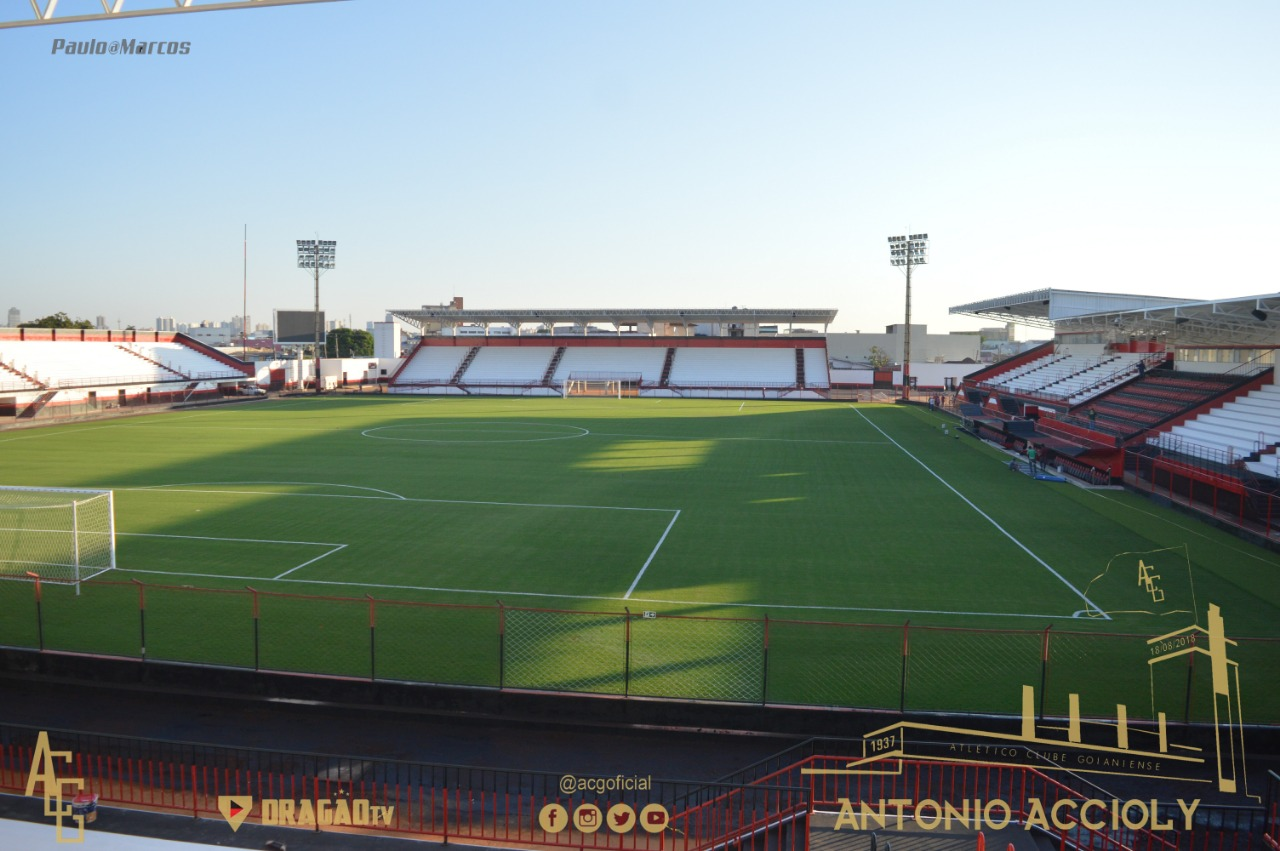
Antonio Accioly
- Genervino da Fonseca
Jonas DuarteJonas Duarte
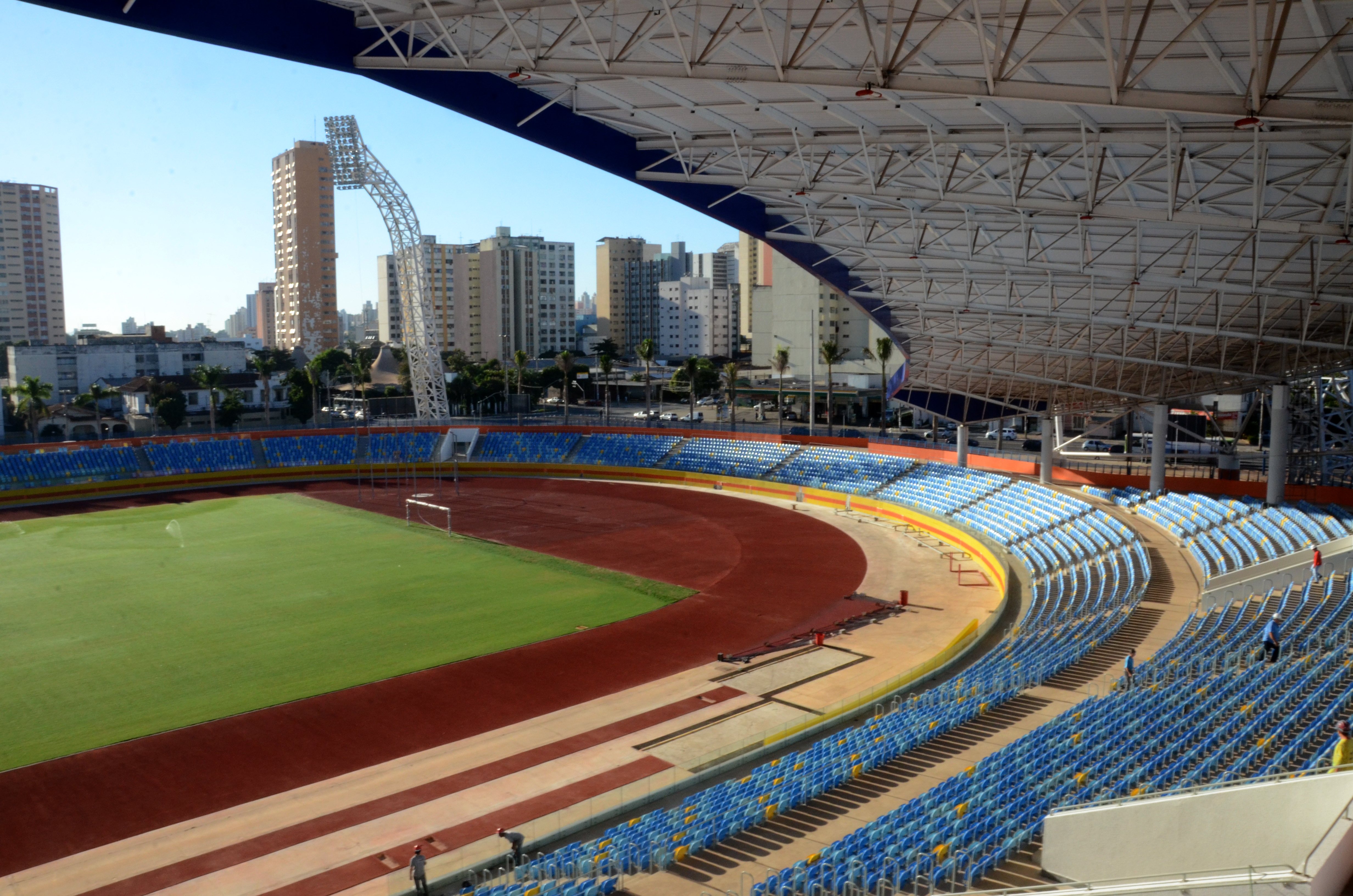
Olímpico
Paranaíba
Zico Brandão

## Classificação
| Pos | Equipe              | PG | J  | V | E  | D | GP | GS | SG  | %    | Classificação                            |
| --- | ------------------- | -- | -- | - | -- | - | -- | -- | --- | ---- | ---------------------------------------- |
| 1   | Goiânia             | 24 | 18 | 9 | 6  | 3 | 32 | 22 | +10 | 66.7 |                                          |
| 2   | Anápolis            | 23 | 18 | 8 | 7  | 3 | 25 | 17 | +8  | 63.9 |                                          |
| 3   | Vila Nova           | 20 | 18 | 8 | 6  | 4 | 28 | 15 | +13 | 55.6 |                                          |
| 4   | CRAC                | 20 | 18 | 6 | 8  | 4 | 26 | 24 | +2  | 55.6 |                                          |
| 5   | Goiás               | 19 | 18 | 7 | 5  | 6 | 32 | 26 | +6  | 52.8 |                                          |
| 6   | Ipiranga            | 17 | 18 | 4 | 9  | 5 | 20 | 17 | +3  | 47.2 |                                          |
| 7   | Atlético Goianiense | 15 | 18 | 6 | 3  | 9 | 21 | 32 | –11 | 41.7 |                                          |
| 8   | Inhumas             | 15 | 18 | 3 | 7  | 8 | 19 | 31 | –12 | 41.7 |                                          |
| 9   | Anapolina           | 15 | 18 | 2 | 11 | 5 | 19 | 26 | –7  | 41.7 |                                          |
| 10  | Nacional            | 12 | 18 | 2 | 8  | 8 | 22 | 34 | –12 | 33.3 | Rebaixado para a Segunda Divisão de 1969 |

## Desempenho por rodada
Clubes que lideraram o campeonato ao final de cada rodada:
| 1   | 2   | 3   | 4   | 5   | 6   | 7   | 8   | 9   | 10  | 11  | 12  | 13  | 14  | 15  | 16  | 17  | 18  | 19  | 20  | 21  | 22  | 23  | 24  | 25  | 26  | 27  | 28  | 29  | 30  | 31  | 32  | 33  |
| GOI | INH | GOI | VIL | GOI | GOI | GOI | GOI | GOI | GOI | GOI | GOI | GOI | GOI | GOI | GOI | GOI | GOI | GOI | GOI | GOI | GOI | GOI | GOI | GOI | GOI | GOI | GOI | AFC | AFC | GOI | GOI | GOI |

Clubes que ficaram na última posição do campeonato ao final de cada rodada:
| 1   | 2   | 3   | 4   | 5   | 6   | 7   | 8   | 9   | 10  | 11  | 12  | 13  | 14  | 15  | 16  | 17  | 18  | 19  | 20  | 21  | 22  | 23  | 24  | 25  | 26  | 27  | 28  | 29  | 30  | 31  | 32  | 33  |
| AFC | AFC | GOI | GOI | GOI | GOI | ACG | ACG | ACG | ACG | ACG | ACG | VIL | VIL | ACG | ACG | ANA | ANA | ANA | VIL | ANA | NAC | NAC | NAC | NAC | NAC | NAC | NAC | NAC | NAC | NAC | NAC | NAC |

## Premiação
| Campeonato Goiano de 1968    |
| Goiânia                      |
| ---------------------------- |
| Goiânia Campeão (13º título) |